# Округ Фултон (Пенсилванија)
Округ Фултон (енгл. Fulton County) је округ у америчкој савезној држави Пенсилванија.

## Демографија
По попису из 2010. године број становника је 14.845, што је 584 (4,1%) становника више него 2000. године.
| Група             | 2000.          | 2010.          |
| Белци             | 13.978 (98,0%) | 14.387 (96,9%) |
| Афроамериканци    | 94 (0,7%)      | 151 (1,0%)     |
| Азијати           | 15 (0,1%)      | 19 (0,1%)      |
| Хиспаноамериканци | 52 (0,4%)      | 123 (0,8%)     |
| Укупно            | 14.261         | 14.845         |